# Sennecey-lès-Dijon
Sennecey-lès-Dijon est une commune française située dans le canton de Chevigny-Saint-Sauveur du département de la Côte-d'Or en région Bourgogne-Franche-Comté.

## Géographie
Situé à quelques kilomètres de Dijon. Accès par la rocade très facile.

### Climat
Pour des articles plus généraux, voir Climat de la Bourgogne-Franche-Comté et Climat de la Côte-d'Or.
En 2010, le climat de la commune est de type climat océanique dégradé des plaines du Centre et du Nord, selon une étude du Centre national de la recherche scientifique s'appuyant sur une série de données couvrant la période 1971-2000. En 2020, Météo-France publie une typologie des climats de la France métropolitaine dans laquelle la commune est exposée à un climat océanique altéré et est dans la région climatique  Bourgogne, vallée de la Saône, caractérisée par un bon ensoleillement (1 900 h/an), un été chaud (18,5 °C), un air sec au printemps et en été et des vents faibles. 
Pour la période 1971-2000, la température annuelle moyenne est de 10,5 °C, avec une amplitude thermique annuelle de 17,6 °C. Le cumul annuel moyen de précipitations est de 807 mm, avec 11,1 jours de précipitations en janvier et 7,9 jours en juillet. Pour la période 1991-2020, la température moyenne annuelle observée sur la station météorologique de Météo-France la plus proche, « Dijon-Longvic », sur la commune d'Ouges à 4 km à vol d'oiseau, est de 11,4 °C et le cumul annuel moyen de précipitations est de 743,4 mm,. Pour l'avenir, les paramètres climatiques de la commune estimés pour 2050 selon différents scénarios d'émission de gaz à effet de serre sont consultables sur un site dédié publié par Météo-France en novembre 2022.
| Mois                                  | jan.             | fév.           | mars             | avril           | mai             | juin           | jui.           | août           | sep.            | oct.            | nov.             | déc.             | année     |
| ------------------------------------- | ---------------- | -------------- | ---------------- | --------------- | --------------- | -------------- | -------------- | -------------- | --------------- | --------------- | ---------------- | ---------------- | --------- |
| Température minimale moyenne (°C)     | −0,2             | 0              | 2,6              | 5,2             | 9,2             | 12,8           | 14,9           | 14,6           | 11              | 7,6             | 3,3              | 0,7              | 6,8       |
| Température moyenne (°C)              | 2,7              | 3,8            | 7,5              | 10,7            | 14,6            | 18,5           | 20,8           | 20,4           | 16,4            | 11,8            | 6,5              | 3,4              | 11,4      |
| Température maximale moyenne (°C)     | 5,6              | 7,6            | 12,5             | 16,2            | 20              | 24,2           | 26,7           | 26,2           | 21,7            | 16,1            | 9,7              | 6,1              | 16,1      |
| Record de froid (°C) date du record   | −21,3 09.01.1985 | −22 15.02.1929 | −15,3 11.03.1931 | −5,3 01.04.1931 | −3,3 01.05.1938 | 0,8 02.06.1936 | 2,8 18.07.1922 | 4,3 24.08.1922 | −1,6 24.09.1928 | −4,9 25.10.03   | −10,6 27.11.1985 | −20,8 30.12.1939 | −22 1929  |
| Record de chaleur (°C) date du record | 16,8 01.01.23    | 21,1 27.02.19  | 24,9 31.03.21    | 29 17.04.1949   | 34,4 24.05.1922 | 37,3 27.06.19  | 39,5 24.07.19  | 39,3 12.08.03  | 34,2 01.09.1926 | 28,3 12.10.1921 | 21,6 07.11.1955  | 17,5 16.12.1989  | 39,5 2019 |
| Ensoleillement (h)                    | 608              | 951            | 1 598            | 1 937           | 2 155           | 2 403          | 2 569          | 2 397          | 1 909           | 118             | 665              | 529              | 1 890     |
| Précipitations (mm)                   | 56,8             | 42,9           | 48,2             | 57,5            | 76,1            | 65,8           | 64,9           | 62             | 56,4            | 73,6            | 77,6             | 61,6             | 743,4     |

## Urbanisme

### Typologie
Au 1er janvier 2024, Sennecey-lès-Dijon est catégorisée ceinture urbaine, selon la nouvelle grille communale de densité à 7 niveaux définie par l'Insee en 2022.
Elle appartient à l'unité urbaine de Dijon, une agglomération intra-départementale dont elle est une commune de la banlieue,. Par ailleurs la commune fait partie de l'aire d'attraction de Dijon, dont elle est une commune de la couronne,. Cette aire, qui regroupe 333 communes, est catégorisée dans les aires de 200 000 à moins de 700 000 habitants,.

### Occupation des sols
L'occupation des sols de la commune, telle qu'elle ressort de la base de données européenne d’occupation biophysique des sols Corine Land Cover (CLC), est marquée par l'importance des territoires agricoles (76,2 % en 2018), en diminution par rapport à 1990 (78,5 %). La répartition détaillée en 2018 est la suivante : 
terres arables (76,2 %), zones urbanisées (23,6 %), zones industrielles ou commerciales et réseaux de communication (0,1 %). L'évolution de l’occupation des sols de la commune et de ses infrastructures peut être observée sur les différentes représentations cartographiques du territoire : la carte de Cassini (XVIIIe siècle), la carte d'état-major (1820-1866) et les cartes ou photos aériennes de l'IGN pour la période actuelle (1950 à aujourd'hui).

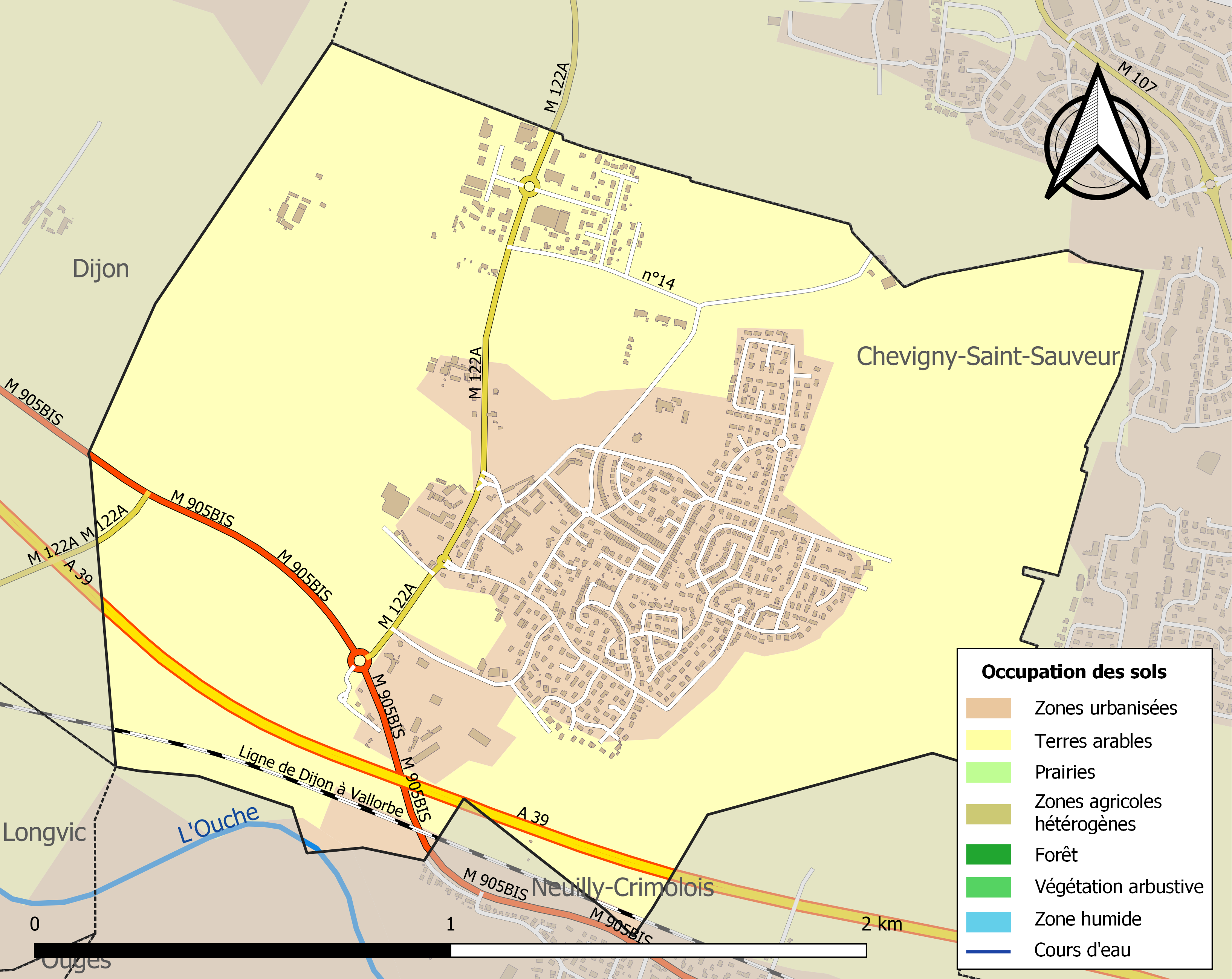
Carte des infrastructures et de l'occupation des sols de la commune en 2018 (CLC).

## Histoire
Le village est d'origine très ancienne puisque ses habitants construisent dès 887 une église consacrée à Saint Maurice qui devient ainsi le Saint Patron de la commune.
Situé sur une voie romaine reliant Dijon aux ports sur la Saône le village s'agrandit et de ce fait l'église est rebâtie en 1049. Peuplé principalement de maraîchers, le village compte 20 familles en 1775.
Il faudra attendre le passage du chemin de fer en 1846 et l'édification du fort Junot en 1871 pour voir le village se développer au point qu'il faudra construire le bâtiment école-mairie utilisé encore aujourd'hui.
Après la Seconde Guerre mondiale et la fermeture du fort, la désertification des campagnes provoque le départ des jeunes et il faudra attendre les années 1960 pour voir apparaître les premiers lotissements (rue des mimosas, square du pont de pierre ...) ainsi que le groupe scolaire R. Belleville.
Ainsi, de 175 habitants en 1957, le village est maintenant passé à près de 2400 habitants.
Les habitants de Sennecey sont les senneçoises et senneçois.
Situé au sud-est de la capitale bourguignonne, Sennecey-lès-Dijon offre à sa population divers facilités :
facilité d’accès routier : rocade est, autoroute
facilité de mobilité : transports DIVIA, bus scolaire 
centre commercial avec super-marché et galerie marchande
médecins, infirmière, dentiste, kinésithérapeute
centre polyvalent utilisé par les associations et location aux particuliers
centre de loisirs pour les jeunes
écoles primaire et maternelle
médiathèque avec espace numérique
associations dynamiques et variées, sportives et culturelles.
Sennecey-lès-Dijon dispose également de 2 zones artisanales ZAC du BASSIN, ZAC du FORT.

## Politique et administration

### Liste des maires
| Période                                  | Période  | Identité            | Étiquette | Qualité |
| ---------------------------------------- | -------- | ------------------- | --------- | ------- |
| Les données manquantes sont à compléter. |          |                     |           |         |
|                                          |          | Roland Belleville   |           |         |
| Les données manquantes sont à compléter. |          |                     |           |         |
| mars 1977                                | 2001     | Jean Marie Troussel | RPR       |         |
| mars 2001                                | En cours | Philippe Belleville | DVD       |         |

## Démographie
L'évolution du nombre d'habitants est connue à travers les recensements de la population effectués dans la commune depuis 1793. Pour les communes de moins de 10 000 habitants, une enquête de recensement portant sur toute la population est réalisée tous les cinq ans, les populations de référence des années intermédiaires étant quant à elles estimées par interpolation ou extrapolation. Pour la commune, le premier recensement exhaustif entrant dans le cadre du nouveau dispositif a été réalisé en 2004.

En 2022, la commune comptait 2 125 habitants, en évolution de +2,36 % par rapport à 2016 (Côte-d'Or : +0,82 %, France hors Mayotte : +2,11 %).
| 1793 | 1800 | 1806 | 1821 | 1836 | 1841 | 1846 | 1851 | 1856 |
| ---- | ---- | ---- | ---- | ---- | ---- | ---- | ---- | ---- |
| 116  | 148  | 116  | 140  | 120  | 124  | 116  | 134  | 136  |

| 1861 | 1866 | 1872 | 1876 | 1881 | 1886 | 1891 | 1896 | 1901 |
| ---- | ---- | ---- | ---- | ---- | ---- | ---- | ---- | ---- |
| 137  | 155  | 147  | 293  | 235  | 206  | 235  | 220  | 312  |

| 1906 | 1911 | 1921 | 1926 | 1931 | 1936 | 1946 | 1954 | 1962 |
| ---- | ---- | ---- | ---- | ---- | ---- | ---- | ---- | ---- |
| 367  | 349  | 99   | 102  | 120  | 137  | 132  | 171  | 167  |

| 1968 | 1975  | 1982 | 1990  | 1999  | 2004  | 2006  | 2009  | 2014  |
| ---- | ----- | ---- | ----- | ----- | ----- | ----- | ----- | ----- |
| 749  | 1 073 | 927  | 1 535 | 2 168 | 2 337 | 2 305 | 2 219 | 2 131 |

| 2019  | 2022  | - | - | - | - | - | - | - |
| ----- | ----- | - | - | - | - | - | - | - |
| 1 966 | 2 125 | - | - | - | - | - | - | - |

## Lieux et monuments
- Fort de Sennecey dit fort Junot[18]  Inscrit MH (2007), exemple du système Séré de Rivières de la place fortifiée de Dijon.
- église Saint-Maurice[19].
- plusieurs monuments commémoratifs des guerres mondiales.

## Héraldique
| Blason | Blasonnement : D'azur au chevron d'or accompagné en chef de deux losanges et en pointe d'une croix tréflée, le tout d'or. |

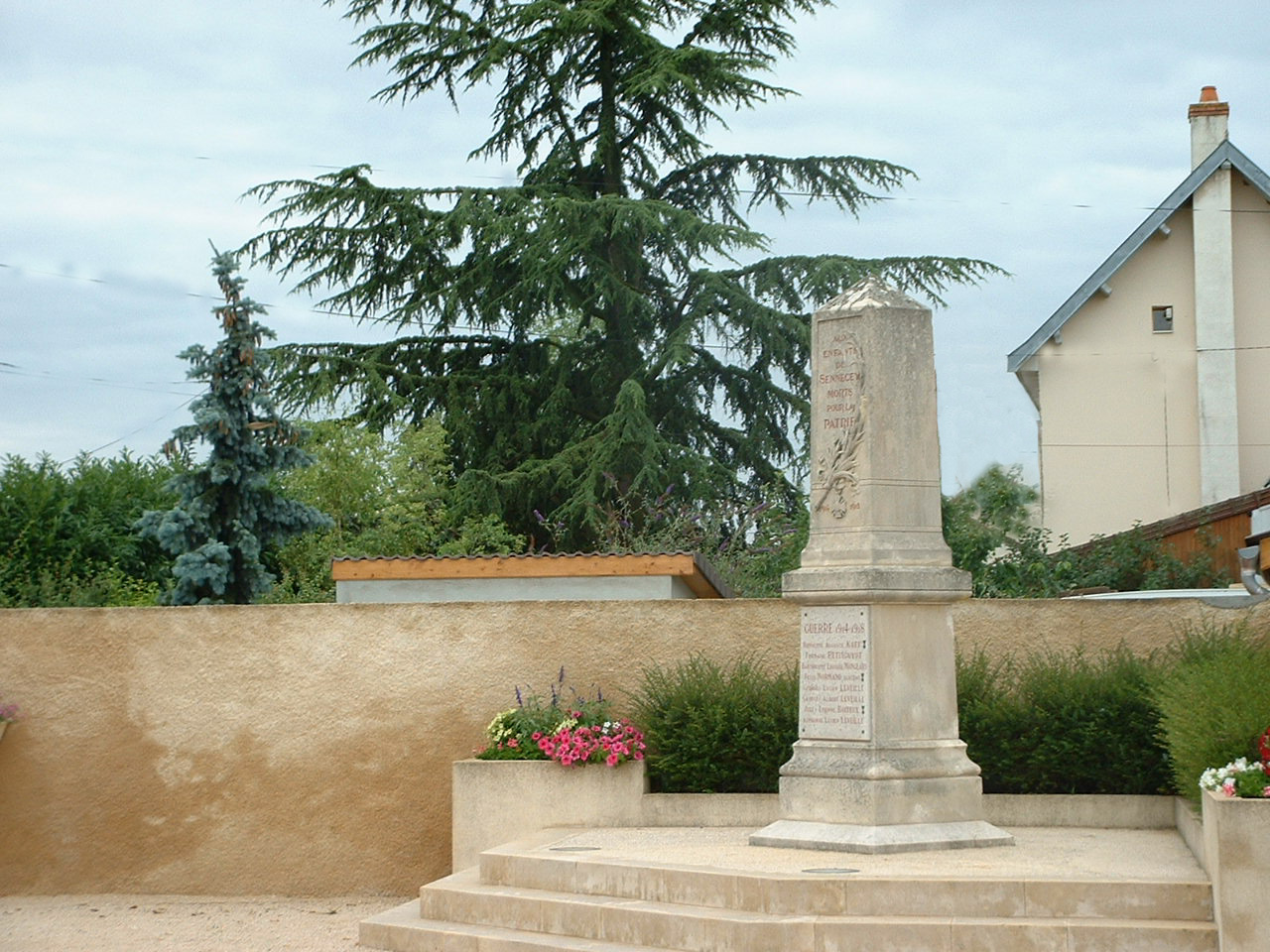
Le monument aux morts principal (14-18 et 39-45).
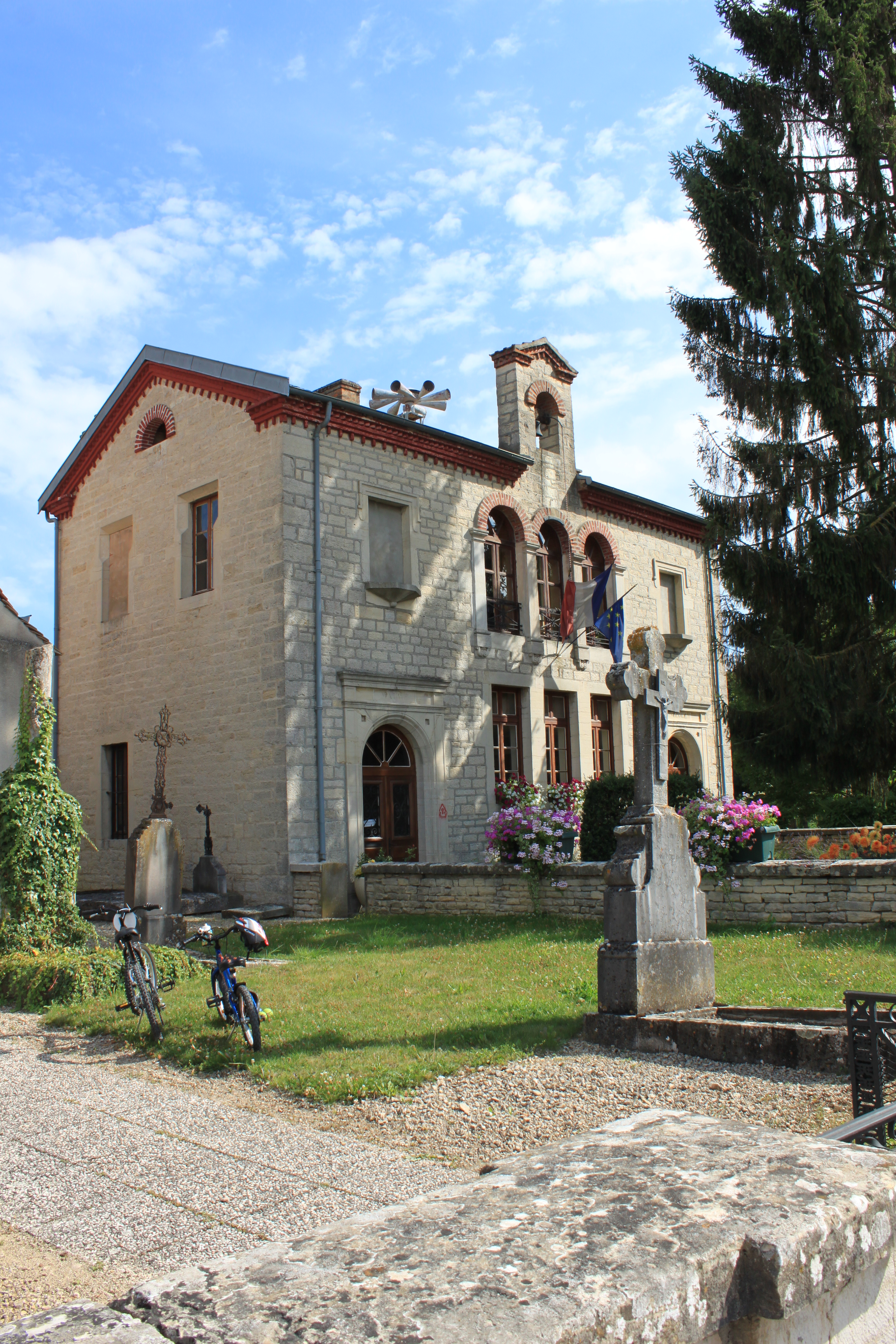
La mairie
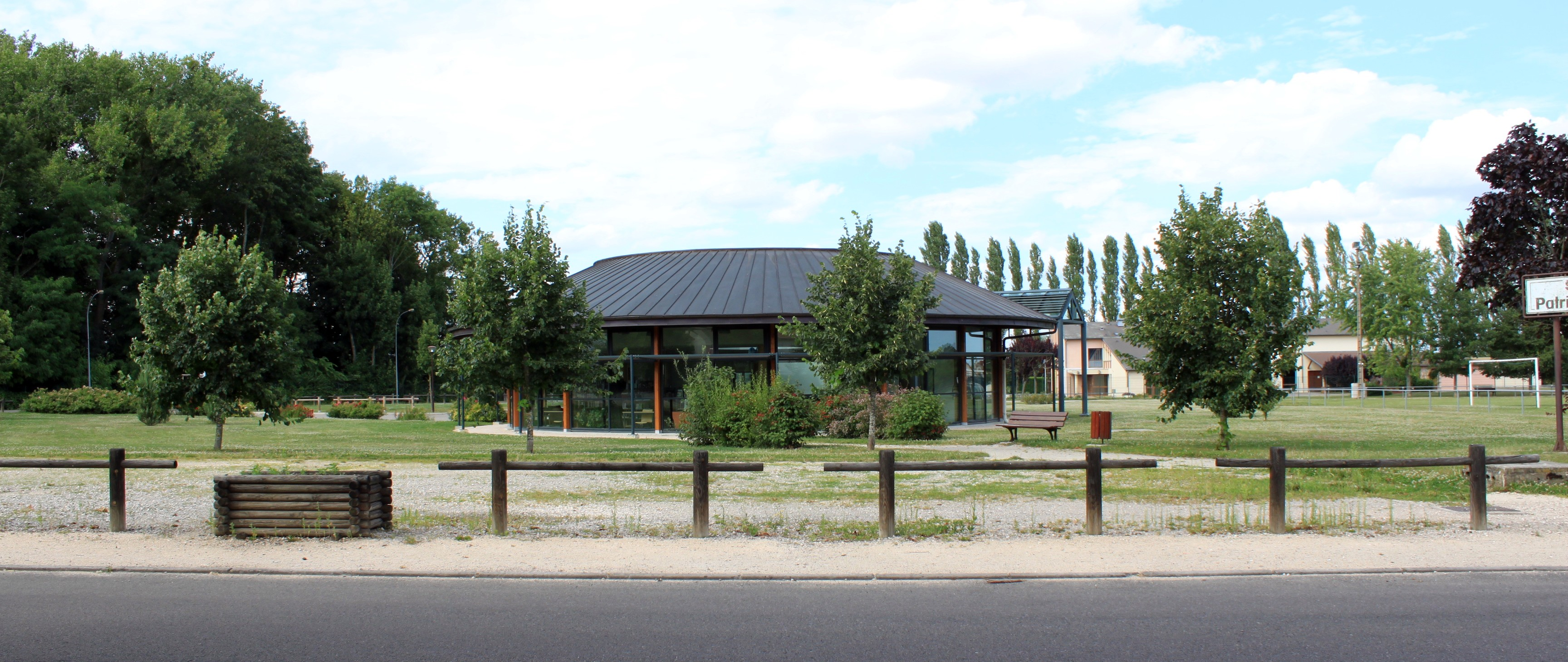
La médiathèque
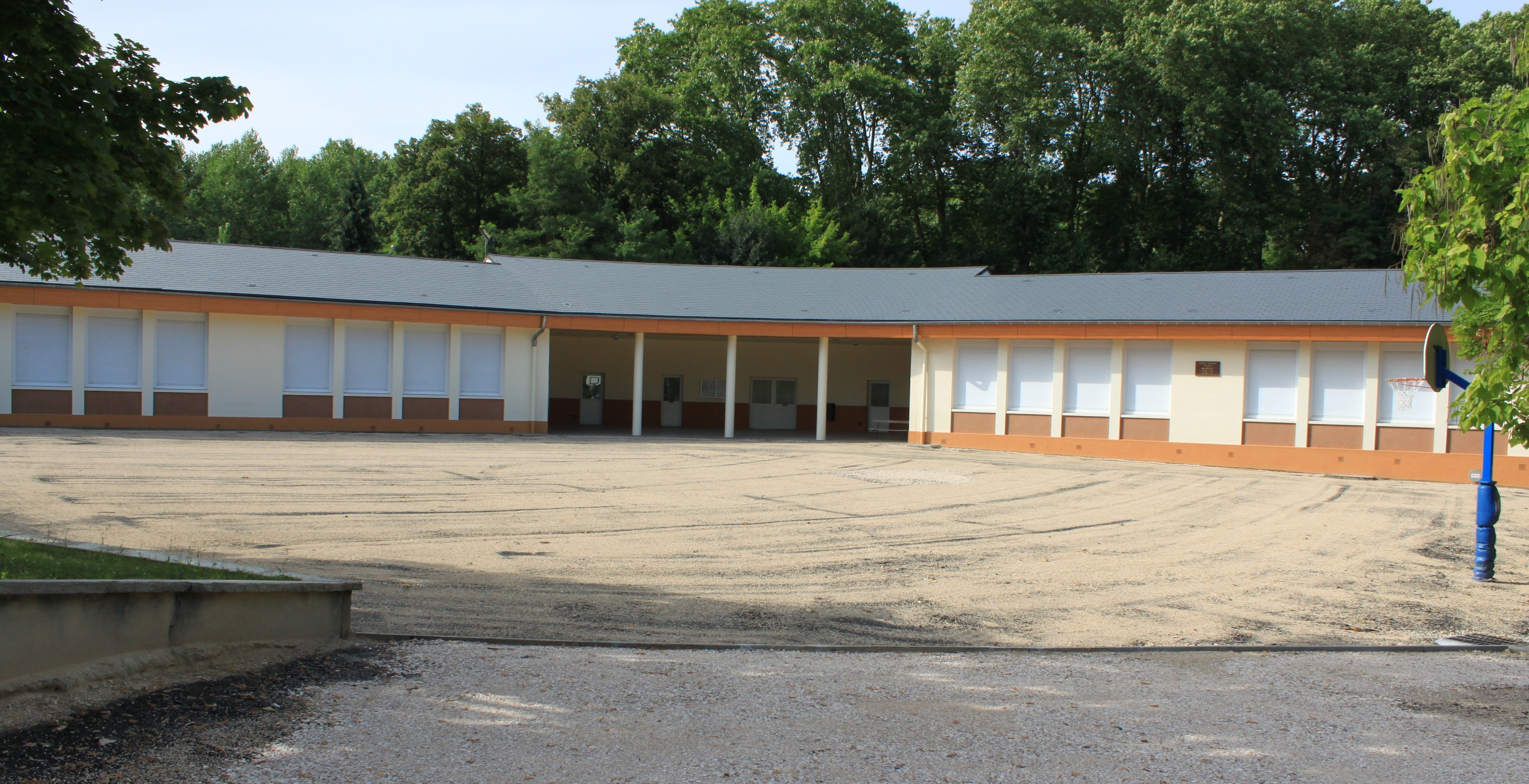
L'école primaire.
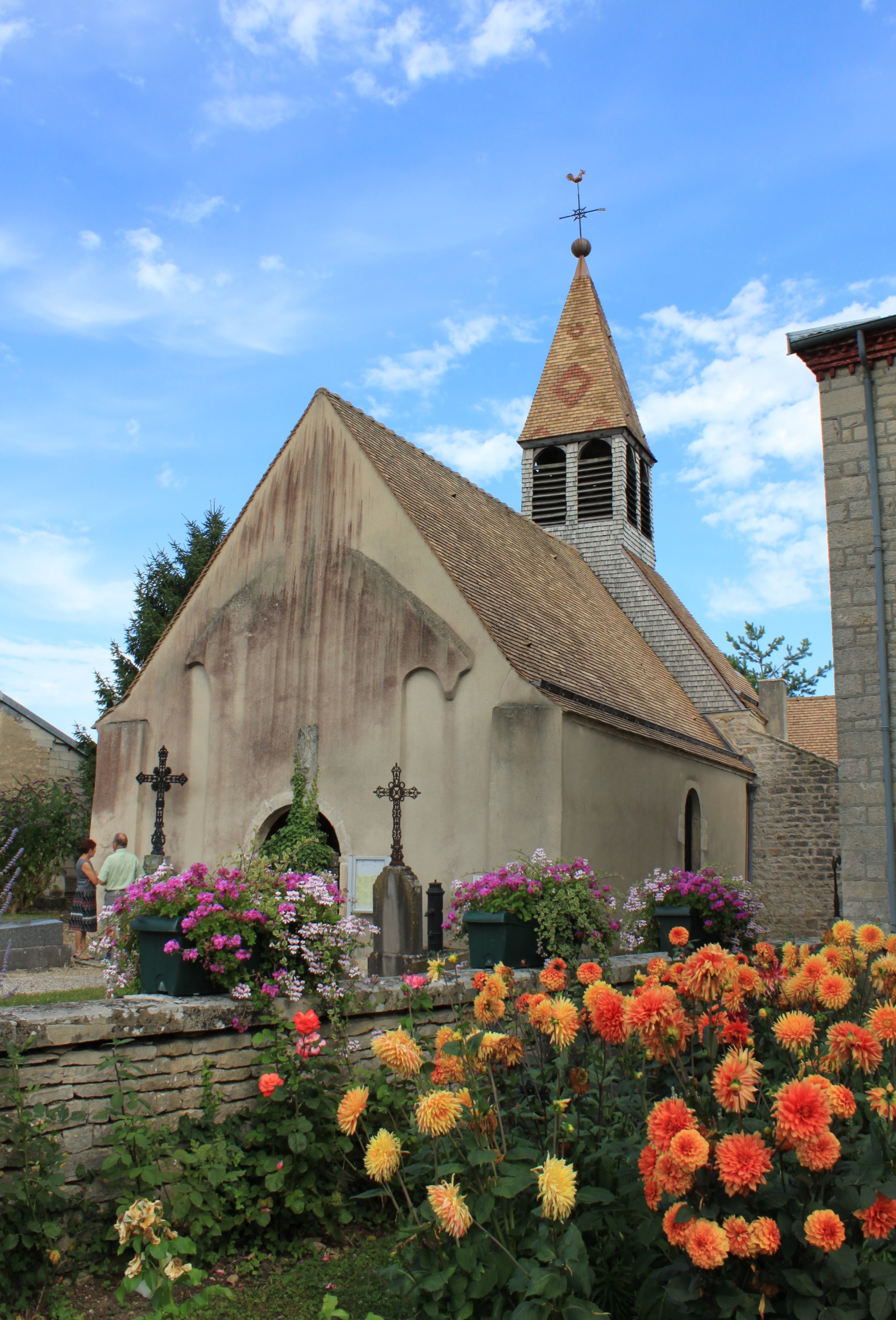
L'église Saint-Maurice
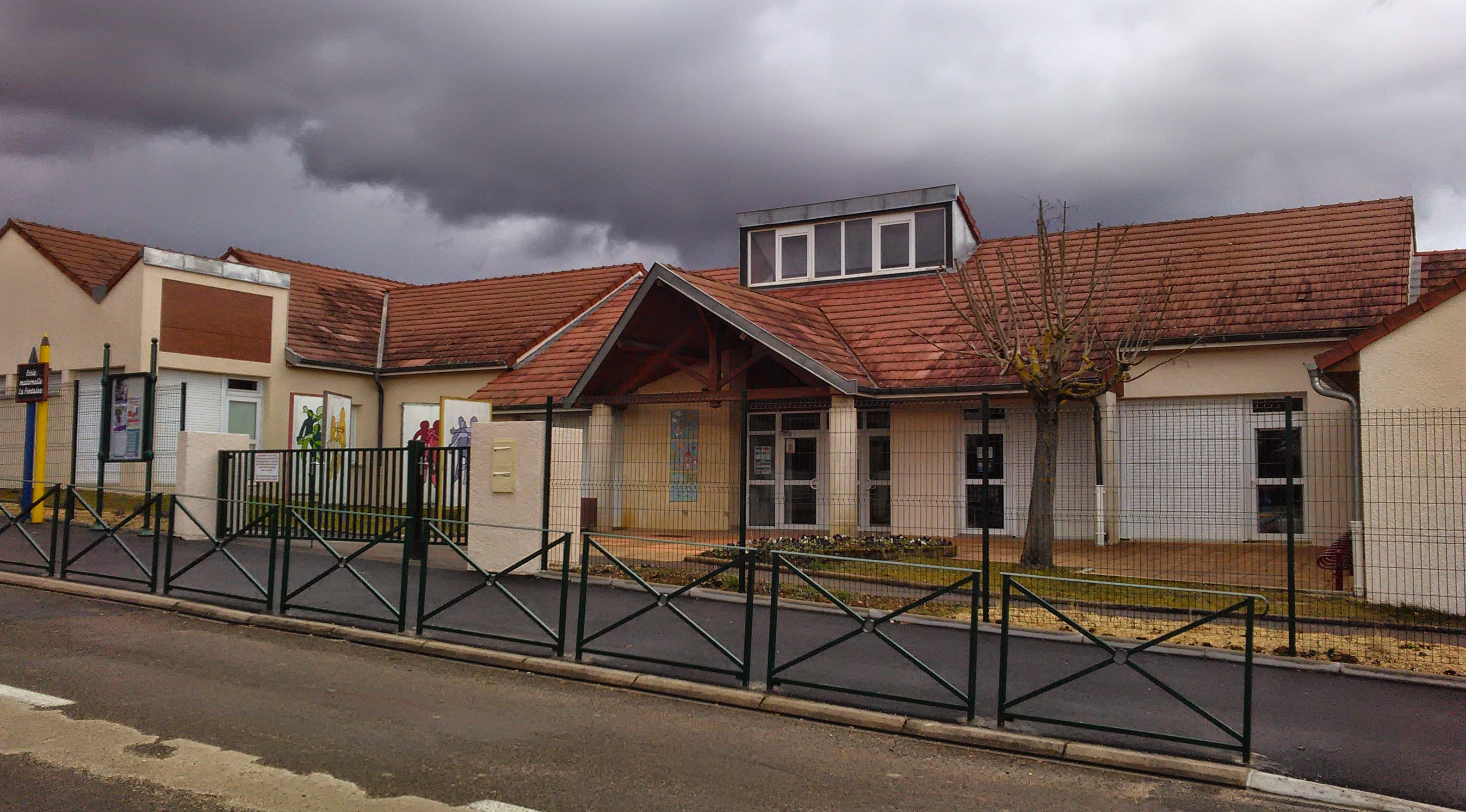
L'école maternelle
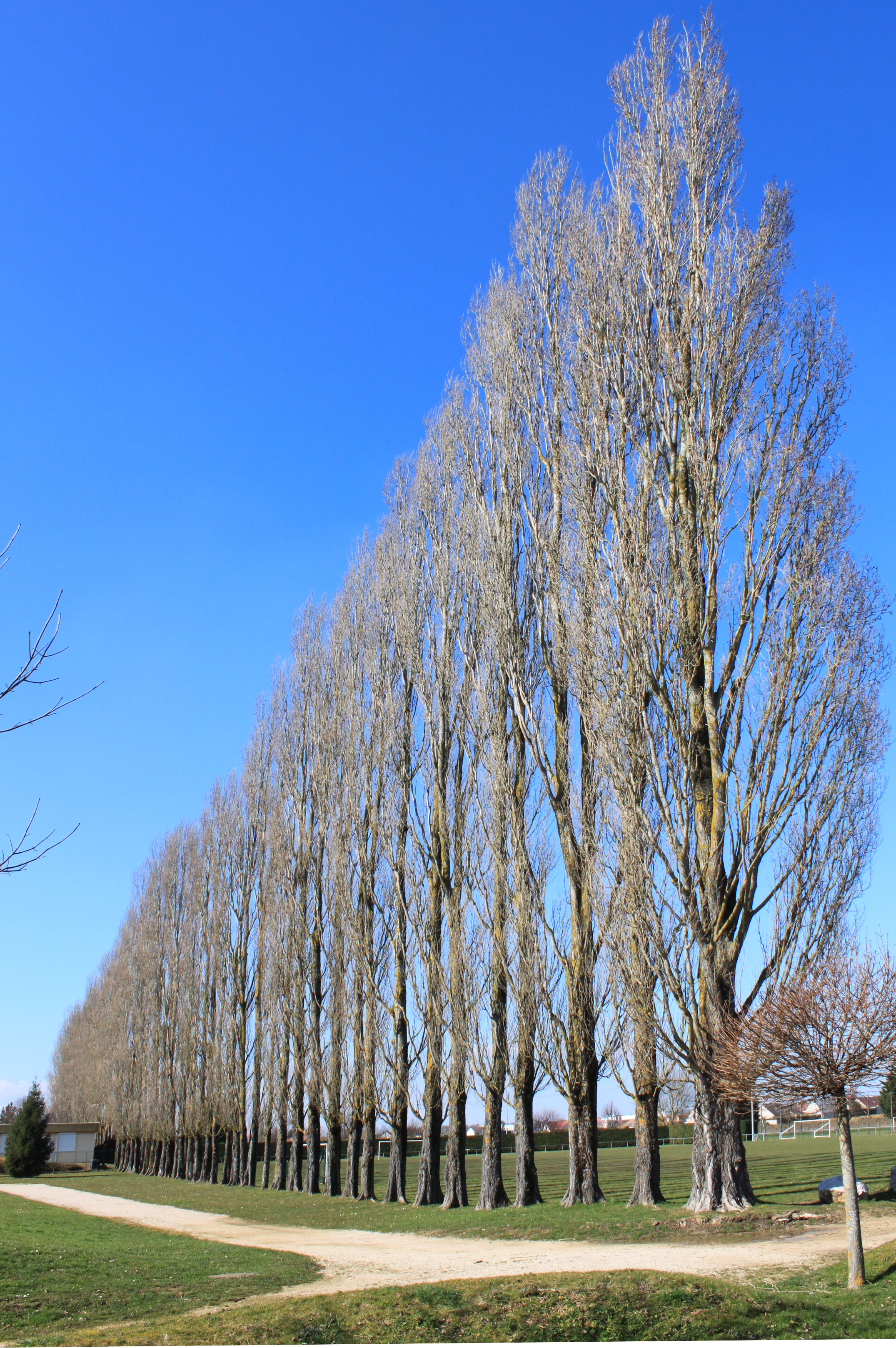